# Рогов, Василий Михайлович
Василий Михайлович Рогов (1877 — 1929) — депутат Государственной думы Российской империи I созыва от Пензенской губернии, рабочий стекольного завода.

## Биография
Русский, православный. Родом из крестьянской семьи, проживавшей в Городищенском уезде Пензенской губернии. Получил начальное образование, закончив сельское училище. Рабочий Никольско-Пестровского хрустального завода Оболенских в селе Никольская Пестровка того же Городищенского уезда. Принимал участие в рабочем движении 1905 года. Придавал большое значение организации профессиональных рабочих союзов, являлся сторонником учреждения «примирительных камер» из представителей рабочих и капиталистов, был социал-демократом по убеждениям, пользовался популярностью среди крестьян.
14 апреля 1906 года был избран в Государственную думу Российской империи I созыва от общего состава выборщиков Пензенского губернского избирательного собрания. Входил в Социал-демократическую фракцию. Трудовики в своём издании «Работы Первой Государственной Думы» политическую позицию Рогова характеризуют как «Трудовая группа — Социал-демократы». Подписал законопроект «О гражданском равенстве».
10 июля 1906 года в г. Выборге подписал «Выборгское воззвание» против разгона Думы. 22 августа 1906 года был привлечён к уголовной ответственности и был осуждён решением суда 12-18 декабря 1907 по ст. 129, ч. 1, п. п. 51 и 3 Уголовного Уложения, был приговорён к 3 месяцам тюрьмы и лишён избирательных прав.
Дальнейшая судьба неизвестна.